# Teodoro Nguema Obiang Mangue
Teodoro Nguema Obiang Mangue (bekannt als Teodorín Obiang; * 25. Juni 1969 in Akoakam-Esangui) ist seit 2016 der erste Vizepräsident von Äquatorialguinea. Er ist der Sohn von Teodoro Obiang Nguema Mbasogo, dem Präsidenten von Äquatorialguinea und dessen erster Frau, Constancia Okomo. Teodorín Nguema Obiang gilt als potenzieller Nachfolger seines Vaters. Er ist Eigentümer des einzigen privaten Hörfunksenders von Äquatorialguinea, Radio Asonga, und Direktor des staatlichen Fernsehsenders TV Asonga.

## Lebensstil
Teodorín Obiang, der offiziell Minister für Land- und Forstwirtschaft in der Regierung seines Vaters ist, lebt die meiste Zeit in Paris, London, Rio de Janeiro und Malibu. Er zog die Kritik der internationalen Medien auf sich, als er an einem Wochenende in Südafrika 10 Millionen Rand für Champagner, die Renovierung einer Eigentumswohnung, einen Bentley Arnage, einen Bentley Continental R und einen Lamborghini Murciélago aufwendete, Besitztümer, die möglicherweise zwangsversteigert werden, da er es versäumte, einen südafrikanischen Geschäftsmann zu bezahlen. US-amerikanische Strafverfolgungsbehörden glauben, dass große Teile seines Vermögens aus Korruptionsgeschäften mit den Öl- und Gasreserven Äquatorialguineas stammen.
Zu Teodorín Obiangs ausländischem Besitz gehören zwei Häuser in Südafrika im Wert von 50 Millionen Rand. Seit 2006 besitzt er ein Anwesen in Malibu mit Meerblick, eigenem Golfplatz, acht Badezimmern sowie mehreren Garagen im Wert von 35 Millionen US-Dollar, ein 460 m² großes Haus im wohlhabenden 16. Arrondissement von Paris, und das Hip-Hop-Musik-Label TNO Entertainment. 2008 war er im Besitz eines der wenigen Exemplare des Bugatti Veyron 16.4 (der auf 1,1 Mio. Euro geschätzt wird) und eines Maserati MC 12 für 700.000 Euro.
Zwischen 2004 und 2006 hat er 43,45 Millionen US-Dollar für seinen aufwändigen Lebensstil verwendet, mehr als die 43 Millionen US-Dollar, die die Regierung von Äquatorialguinea im Jahr 2005 für Bildung ausgegeben hat. 2015 erwarb er die Luxusyacht Ice, deren Wert auf 130 Millionen Euro geschätzt wurde.

## Untersuchungen wegen Geldwäsche und Korruption

### Frankreich
Aufgrund einer Klage von Transparency France läuft seit 2008 in Frankreich ein Verfahren gegen die drei afrikanischen Staatspräsidenten Denis Sassou Nguesso (Republik Kongo (Brazzaville)) Omar Bongo Ondimba (Gabun) und den Vater von Teodorín Obiang, Teodoro Obiang Nguema Mbasogo, sowie ihnen nahestehende Personen. Die französische Anklage wirft Teodorín Obiang im sogenannten „biens acquis mal“ Verfahren vor, während seiner Amtszeit als Landwirtschaftsminister in den Jahren 2004 bis 2011 öffentliche Gelder von ungefähr 110 Millionen Euro veruntreut zu haben. Die französische Justiz hat Kleider, Schmuckstücke, Kunstwerke, Immobilien und Luxusautos im Wert von 200 Millionen Franken beschlagnahmt. Der Prozess wurde im Juni 2017 eröffnet und endete im Oktober desselben Jahres mit der Verurteilung zu einer bedingten Haft- und Geldstrafe.

### Schweiz
Seit Jahren hält sich Teodorín Obiang regelmäßig in Genf auf. 2011 stellte Frankreich ein Rechtshilfegesuch an die Schweiz wegen Geldwäsche, Veruntreuung öffentlicher Gelder und Korruption. Die Bundesanwaltschaft eröffnete fünf Jahre später eine Strafuntersuchung gegen Teodorín. Die Genfer Staatsanwaltschaft beschlagnahmte am 31. Oktober 2016 elf Luxusautos, unter anderen einen Koenigsegg One und einen Bugatti Veyron, kurz bevor er sie mittels eines Transportflugzeuges außer Landes schaffen konnte. In den darauf folgenden zwei Monaten konfiszierte sie 13 weitere Fahrzeuge. Sie wurden im September 2019 für 27 Millionen Dollar zwangsversteigert.

## Umsturzversuch 2004 und Nachfolgefrage
Nach seiner Verwicklung in den gescheiterten Putschversuch von Nick du Toit, Simon Mann und Mark Thatcher im März 2004, drohte er seinem Onkel, Armengol Ondo Nguema, ihn wegen seiner Geschäfte mit du Toits Privatem Sicherheits- und Militärunternehmen Triple Options zu töten. Armengol war zuvor gegen Teodoríns Ansprüche auf die Präsidentschaft eingetreten.
Es wurde berichtet, dass er zum Vizepräsidenten von Äquatorialguinea ernannt werden soll, da er nach der Verfassung so die Nachfolge seines Vaters antreten
könnte. Teodorín soll an der Übernahme der Position seines jüngeren Bruders Gabriel in der Ölindustrie interessiert sein.